# Johannes Jerphaas Hasselman
Johannes Jerphaas Hasselman (Nederhemert (Gld.), 21 oktober 1815 – Tiel, 27 maart 1895) was een Nederlands politicus.
Hasselman was een typische Indische bestuurder uit een bekende Tielse familie van fruittelers en tabaksplanters. Als ambtenaar die in 1834 begon eindigde hij in 1855 als resident te Djokjakarta. Teruggekeerd in Nederland woonde hij sindsdien op kasteel Wadestein te Herwijnen. Daar schrijft hij over het Cultuurstelsel en de grondeigendom op Java. In 1865 wordt Hasselman benoemd tot burgemeester van Tiel. Hij volgde in 1867 Trakranen op als minister van Koloniën in het kabinet-Van Zuylen van Nijevelt/Heemskerk In die tijd speelde het "geval Hasselman", dat veel opschudding verwekte. Van 1869 tot 1871 nam hij zitting in de Tweede Kamer, waar hij zich vrijwel uitsluitend met koloniale zaken bezig hield. Hij was een tegenstander van veranderingen in de Indische landbouwpolitiek. Nadat in 1874 een tweede ministerschap net aan z'n neus voorbij ziet gaan, werd hij lid van de Raad van State, hetgeen hij tot 1880 bleef.